# Roujany
Roujany (en biélorusse : Ружаны, en alphabet lacinka : Ružany ; en polonais : Różana ; en yiddish : ראָזשינאָי) est une commune urbaine de la voblast de Brest, en Biélorussie. Sa population s'élève à 3 023 habitants en 2017.

## Géographie
Roujany est arrosée par la rivière Roujanka et entourée de collines pittoresques. Elle est située à 35 km au nord-ouest d'Ivatsevitchy (où est située la gare ferroviaire la plus proche), à 117 km au nord-est de Brest et à 212 km au sud-ouest de Minsk.

## Histoire
La première mention de Roujany remonte à 1552. Après la Première Guerre mondiale, la ville fait partie de la Pologne. La ville comptait une importante communauté juive avant la Seconde Guerre mondiale. La quasi-totalité des 3 500 habitants juifs sont assassinés dans le cadre de la Shoah, principalement au camp d'extermination de Treblinka.

## Personnalités
- Des membres de la famille Sapieha, influente famille d'aristocrates de Pologne-Lituanie qui construisent un palais dans la ville (voir ci-dessous).
- I. M. de Pins, célèbre écrivain et sioniste[4].
- Yitzhak Shamir (1915-2012), ancien premier ministre d'Israël.
- Melech Epstein, journaliste américain de langue yiddish.
- Louis Léon Ribak, artiste américaine.

## Galerie

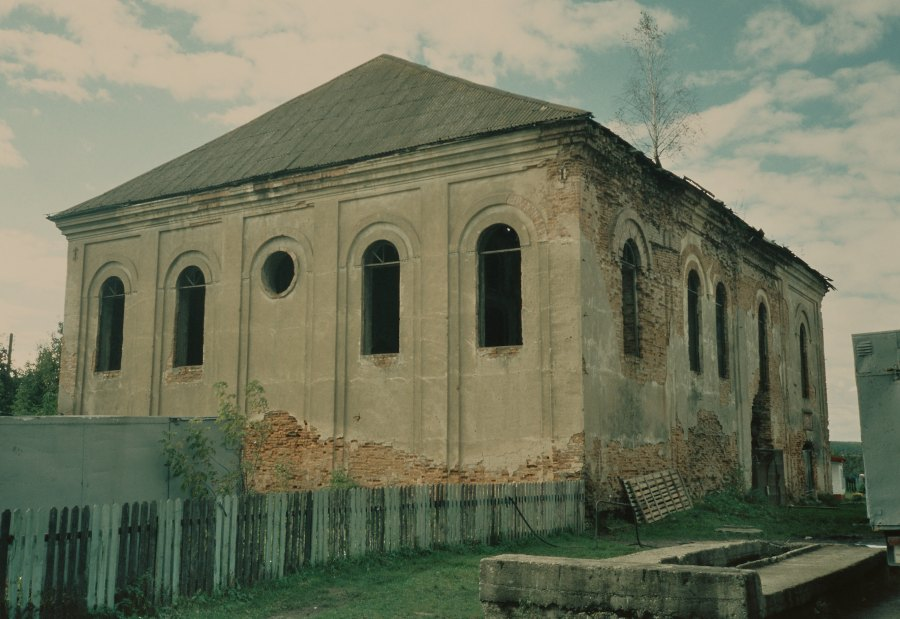
Les ruines de l'ancienne synagogue.
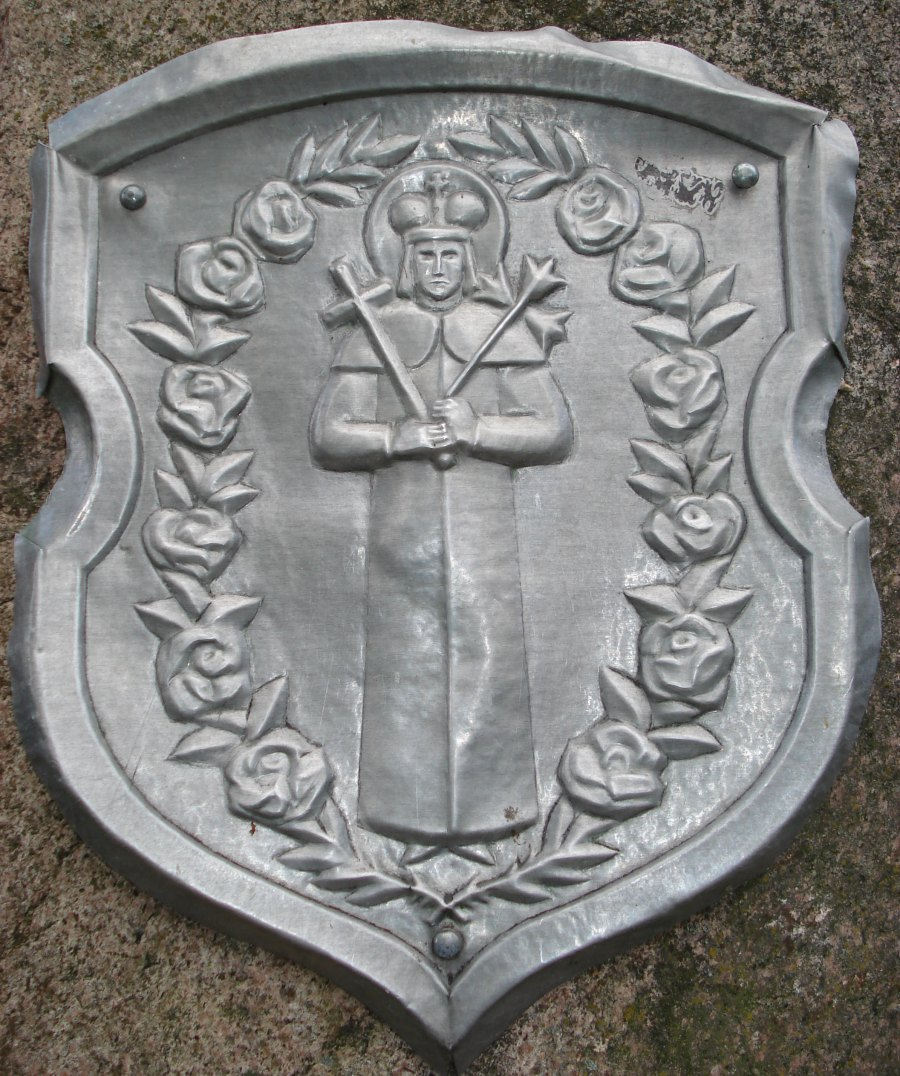
Ancien blason figurant saint Vladimir.
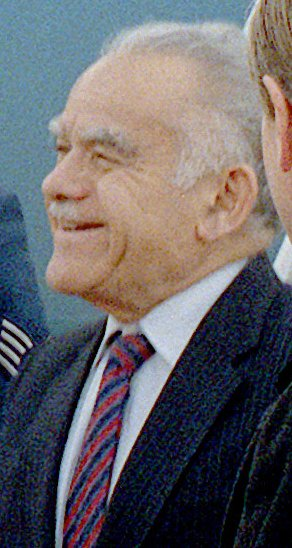
Yitzhak Shamir.
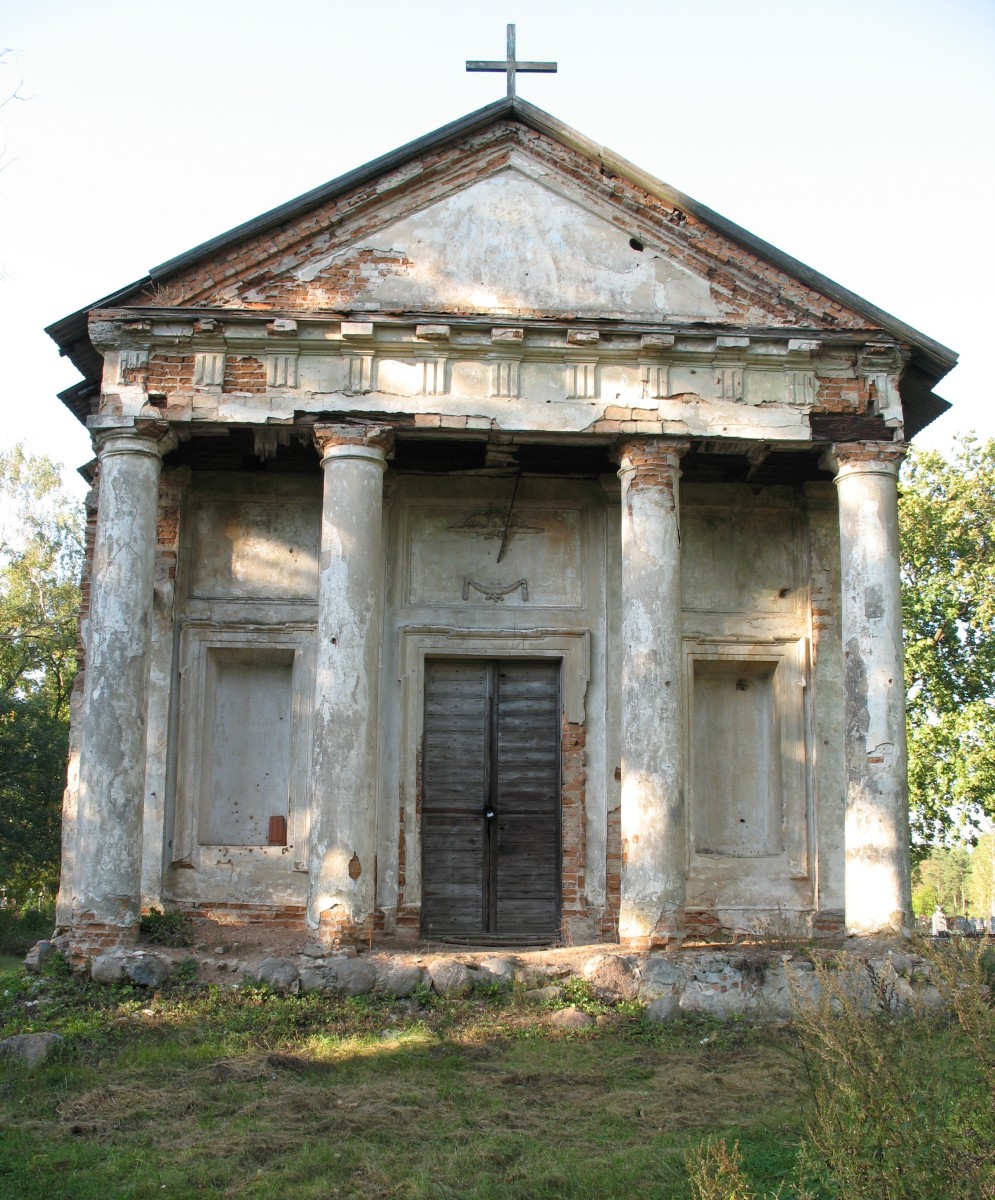
Chapelle de Saint-Vladimir.

## Patrimoine
Le patrimoine de Roujany comprend :
- le palais de Roujany : un grand palais en ruine et en cours de rénovation.
- Deux grandes églises : l'église de la Trinité (catholique, datant de 1617 [5]) et Saints-Pierre-et-Paul (orthodoxe, construite en 1788 [6])
- Une petite chapelle dédiée à saint Casimir dans le cimetière de la ville.
- Un ancien cimetière juif [7] et les ruines de la synagogue [8]
- Un petit cimetière allemand.